# Akodon azarae
Akodon azarae is een zoogdier uit de familie van de Cricetidae. De wetenschappelijke naam van de soort werd voor het eerst geldig gepubliceerd door  Johann Fischer von Waldheim in 1829. De soort komt voor in Zuid-Amerika in (delen van) Bolivia, Peru en Argentinië. Ze is genoemd naar de Spaanse natuurwetenschapper Félix de Azara (1746-1821) die van 1781 tot 1801 in Zuid-Amerika verbleef.

## Verspreidingsgebied
De soort wordt aangetroffen in Paraguay, Brazilië, Argentinië en Uruguay.